# Alumínium-nátrium-szulfát
Az alumínium-nátrium-szulfát (vagy E521) egy szervetlen vegyület, egy timsó. Az összegképlete: NaAl(SO4)2·12H2O (dodekahidrát). Színtelen, kristályos vegyület. Alumínium-szulfátból állítják elő. Etanolban oldhatatlan.

## Élelmiszeripari felhasználás
Élelmiszerek esetén elsősorban növények feldolgozása során alkalmazzák, mert növeli a növényi rostok szilárdságát. Savanyúságot szabályozó, valamint csomósodást gátló anyagként is alkalmazzák (lisztek esetén). Elsősorban savanyúságokban, lisztben, liszt alapú készítményekben, valamint sajtokban fordulhat elő.

## Egészségügyi hatások
Napi maximum beviteli mennyisége nincs meghatározva. A benne található alumínium elősegíti a B-vitamin felszívódását. Nagy mennyiségben befolyásolhatja a májműködést. Az élelmiszerek esetében használt koncentrációkban nincs efféle hatása.